# Nares Land
Nares Land är en ö i Avannaarsua på Grönland. Dess yta är 1 466 km2. Den hade inga invånare år 2005.
Victoria Fjord och Wulff Land ligger väster om ön. Österut ligger Peary Land.